# 4-Octanol
4-Octanol ist eine chemische Verbindung aus der Gruppe der Alkohole, genauer der chiralen Alkohole. Es gibt also zwei Enantiomere: (R)-4-Octanol und (S)-4-Octanol. Wenn in diesem Artikel oder sonst in der wissenschaftlichen Literatur „4-Octanol“ ohne Präfix erwähnt wird, ist das 1:1-Gemisch (Racemat) aus (R)-4-Octanol und (S)-4-Octanol gemeint.

## Gewinnung und Darstellung
Chirales 4-Octanol kann durch asymmetrische Addition eines Metallalkyls an einen Aldehyd gewonnen werden. In racemischer Form kann es durch Hydroborierung von cis-4-Octen gewonnen werden, ferner durch eine Grignard-Reaktion von Butylmagnesiumbromid mit Butanal.

## Eigenschaften
4-Octanol ist eine farblose Flüssigkeit, die schwer löslich in Wasser ist.